# Le Guide Musical
Le Guide Musical was een toonaangevend Franstalig Belgisch weekblad over de internationale klassieke muziekwereld, dat uitgegeven werd van halverwege de 19e tot begin 20e eeuw.
Félix Delhasse (1809–1898), een groot kenner van de muziekwereld, was decennialang, vanaf de oprichting tot 1887, directeur en hoofdredacteur van Le Guide Musical. Hij had ook al bijdragen geleverd aan de voorganger, de Diapason, een blad dat in 1852 verdween. Beide tijdschriften werden gedrukt bij de gebroeders Schott.
Vanaf de oprichting in maart 1855 zorgde Pierre Schott (1821–1873) voor de realisatie. De jonge cellist, dirigent en musicoloog Maurice Kufferath (1852–1919) leverde in 1873 al bijdragen en was een fervent verdediger van Richard Wagner.